# VGV
VGV — подразделение китайской компании Weichai (Chongqing) Automotive, созданное в 2019 году для удовлетворения растущих спросов на автомобили в Китае и на других рынках. В модельный ряд входят кроссоверы и пикапы.

## История
Бренд VGV был основан в 2019 году. Позже появился VGV U70 — первый автомобиль VGV, который с мая 2024 года продаётся также в России. Чуть позже автомобиль был модернизирован и стал называться U70 Pro. В июне 2021 года была представлена модель VGV U75 Plus. В ноябре 2021 года начался выпуск пикапа VGV VX7.
В России брэнд был официально представлен в мае 2024 года, начата сборка автомобилей для России на заводе «Юнисон» в Белоруссии, начата сертификация, начало продаж моделей U75 Plus и U70 Pro запланировано на осень 2024 года..

## Модельный ряд
| Модель       | Год начала выпуска | Тип   | Двигатель  | Длина (мм)  | Ширина (мм) | Высота (мм) |
| ------------ | ------------------ | ----- | ---------- | ----------- | ----------- | ----------- |
| VGV U70      | 2019               | SUV   | Бензиновый | 4.806—4.825 | 1.870       | 1.691       |
| VGV U75 Plus | 2021               | SUV   | Бензиновый | 4.825       | 1.870       | 1.691       |
| VGV VX7      | 2022               | Пикап | Бензиновый | 5.015       | 1.870       | 1.732       |